# IC 1973
IC 1973 ist eine Spiralgalaxie vom Hubble-Typ Sc? im Sternbild Pendeluhr am Südsternhimmel, die schätzungsweise 470 Millionen Lichtjahre von der Milchstraße entfernt ist. Im selben Himmelsareal befindet sich die Galaxie IC 1972.
Entdeckt wurde das Objekt am 14. Oktober 1894 von DeLisle Stewart.